# Le regole del fuoco (singolo)
Le regole del fuoco è un singolo del cantautore italiano Deddy, pubblicato il 13 ottobre 2023.

## Descrizione
Il brano, scritto dallo stesso cantautore con Walter Ferrari, è prodotto da B-Croma.

## Video musicale
Il video musicale, diretto da Simone Scarcelli, è stato pubblicato in concomitanza all'uscita del brano attraverso il canale YouTube del cantautore.

## Tracce
Testi di Dennis Rizzi e Walter Ferrari, musiche di Marco Spaggiari e Rocco Giovannoni.
1. Le regole del fuoco – 2:52